# Paradesis hexapoda
Paradesis hexapoda är en tvåvingeart som först beskrevs av Mario Bezzi 1918.  Paradesis hexapoda ingår i släktet Paradesis och familjen borrflugor.
Artens utbredningsområde är Ghana. Inga underarter finns listade i Catalogue of Life.